# Holly Hobbie (série télévisée d'animation)
Holly Hobbie est une série télévisée d'animation américaine-canadienne pour la jeunesse, d'après la franchise du même nom, diffusée à partir du  10 février 2006 à 3 février 2009 sur Nickelodeon,.
En France, elle est diffusée à partir du sur TF1, France 2 et France 3.

## Synopsis
La série suit une fille urbaine. Elle rend souvent visite à ses amis dans une petite ville de campagne appelée Clover. La série présente des thèmes tels que l'amitié, les rêves, la musique et les aspirations.

## Distribution

### Voix originales
- Alyson Stoner : Holly Hobbie
- Liliana Mumy : Amy Morris
- Tinashe : Carrie Baker
- Jansen Panettiere : Robby Hobbie
- Paul Butcher : Kyle Morris
- Kim Mai Guest : Devon

## Fiche technique
- Réalisation : Holly Hobbie
- Auteur : Holly Hobbie
- Musique : Jared Faber, Mandy Collins er Charlotte Spencer
- Musique générique : Twinkle in Her Eye, écrite et interprétée par LeAnn Rimes[3].
- Sociétés de production : American Greetings, AG Properties et Nickelodeon Animation Studio

## Épisodes
1. Fête surprise
2. Souhaits de Noël
3. Le secret
4. Amis pour toujours
5. À l'envers
6. Chapeau bas!
7. Cover-girl
8. Journée portes ouvertes